# Угольсько-Широколужанський буковий праліс
У́гольсько-Широколужа́нський бу́ковий пралі́с — найбільший у світі кластер букового пралісу, загальна площа якого становить близько 9000 га. 
Розташований у межах Угольсько-Широколужанського масиву Карпатського біосферного заповідника (Тячівський район, Закарпатська область, Україна). Частини цього букового пралісу перебувають під охороною ще починаючи з 1920-х років. У 1992 році букові праліси Угольсько-Широколужанського заповідного масиву внесено до списку об’єктів Світової спадщини ЮНЕСКО, до якого у 2007 та 2011 роках були зараховані також інші букові праліси та старовікові букові ліси Європи. 
Угольсько-Широколужанський буковий праліс є об'єктом активних наукових досліджень. У 2010 році було вперше проведено його статистичну інвентаризацію у рамках українсько-швейцарського наукового проекту. Повторна інвентаризація, метою якої є виявлення змін у лісовому масиві, запланована на 2019 рік. Крім того, починаючи з 2001 року тут проводяться дослідження на постійній моніторинговій дослідній ділянці прощею 10 га (200×500 м).

## Результати статистичної інвентаризації
Статистична інвентаризація Угольсько-Широколужанського букового пралісу була проведена в 2010 році на площі 10300 га лісу, з яких 8800 га представлені пралісами, а решта — природними лісами. Під час польових робіт було закладеного 314 кругових тестових ділянок площею 500 м², на яких були заміряні всі дерева діаметром 6 см і більше (всього 6779 дерев).

За матеріалами статистичної інвентаризації було встановлено, що:
- дерева бука лісового (Fagus sylvatica L.) становили 97% всіх заміряних дерев;
- вік найстаріших дерев становить близько 500 років;
- найгрубшим було дерево в'яза шорсткого, діаметр якого становив 150 см;
- найгрубше дерево бука лісового мало діаметр 140 см;
- щонайменше 10 дерев бука лісового на 1 га мали діаметр 80 см і більше;
- кількість живих дерев становить у середньому 435 шт./га, середня сума прощ поперечних перетинів — 36,6 м²/га, а середній запас — 582 м³/га;
- запас відмерлої деревини (стоячої та лежачої) становить у середньому 163 м³/га;
- вертикальна структура Угольсько-Широколужанського букового пралісу є переважно триярусною, а вікна в шатрі деревостану здебільшого мають площу, близьку до площі поперечного перетину крони переважаючого дерева[4].

## Еколого-туристичні маршрути
Відвідати Угольсько-Широколужанський буковий праліс дозволяють два екотуристичні маршрути:
1. Буковими пралісами Малої Угольки, що веде також до найдовшої карстової печери Українських Карпат «Дружби» та вапнякової скелі «Карстовий міст».
2. Буковими пралісами Великої Угольки, кульмінаційним пунктом якого є карстова печера Молочний Камінь.

Відвідування екотуристичних маршрутів Карпатського біосферного заповідника є платним.
|                                 |
| Широколужанський буковий праліс |

|                                      |
| Вітровал у Широколужанському пралісі |

|                                        |
| Природне поновлення у буковому пралісі |

|                                              |
| Відмерла деревина — запорука біорізноманіття |

|                                           |
| Постійна дослідна ділянка в Малій Угольці |

|                                           |
| Постійна дослідна ділянка в Малій Угольці |